# Bolbe pallida
Bolbe pallida är en bönsyrseart som beskrevs av Tindale 1923. Bolbe pallida ingår i släktet Bolbe och familjen Iridopterygidae. Inga underarter finns listade i Catalogue of Life.